# Il était une fois en Chine 3 : Le Tournoi du Lion
Série
Il était une fois en Chine 2 : La Secte du lotus blanc Il était une fois en Chine 4 : La Danse du dragon
Pour plus de détails, voir Fiche technique et Distribution.
Il était une fois en Chine 3 : Le Tournoi du Lion (黃飛鴻之三獅王爭霸, Wong Fei Hung III: Si wong jaang ba) est un film hongkongais réalisé par Tsui Hark, sorti en 1993.

## Synopsis
L'impératrice douairière décide dans le plus grand secret d'instaurer la compétition de la Tête de Lion, qui doit distinguer les plus grandes écoles de kung-fu de Chine.

## Fiche technique
- Titre : Il était une fois en Chine 3 : Le Tournoi du Lion
- Titre original : 黃飛鴻之三獅王爭霸 (Wong Fei Hung III: Si wong jaang ba)
- Réalisation : Tsui Hark
- Scénario : Tsui Hark, Chan Tin-suen et Cheung Tan
- Décors : Timmy Yip
- Pays d'origine : Hong Kong
- Format : Couleurs - 2,35:1 - Mono - 35 mm
- Genre : Film d'aventure, Film d'action, Film de Kung-fu
- Durée : 105 minutes
- Dates de sortie :

 Hong Kong : 11 février 1993
 France : 8 novembre 2000

## Distribution
- Jet Li (VF : Pierre Tessier) : Wong Fei-hung
- Rosamund Kwan (VF : Karine Foviau) : Tante Yee
- Max Mok (VF : Thierry Ragueneau) : Leung Fu
- Hung Yan-yan (VF : Constantin Pappas) : Pied du diable
- Jin Chiu : Chiu Tin-bai
- Shun Lau (VF : Michel Tureau) : Wong Kei-ying
- John Wakefield : Tumanovsky